# The Best of Abba
The Best of Abba är ett samlingsalbum från 1975 med den svenska popgruppen Abba.  

## Historik
I större delen av världen släppte gruppen samlingsalbumet Greatest Hits, men i Australasien släpptes detta album istället. Sångerna är desamma, förutom att Greatest Hits även innehåller He is Your Brother och Another Town, Another Train och därmed har fjorton spår. Följden på spåren skiljer sig de två samlingarna emellan. 
The Best of Abba nådde förstaplatsen på albumlistorna i både Australien och Nya Zeeland. I Nya Zeeland var albumet etta i 18 veckor och sålde platina tjugofyra gånger om, vilket gör det, tillsammans med Dire Straits Brothers in Arms, till det mest sålda albumet i landets historia. I Australien, där albumet var etta i 16 veckor, är det ensamt om att vara det mest sålda albumet. Enligt Guinness Rekordbok 2002 har det sålts i 1,2 miljoner exemplar enbart i Australien.
1988 återutgavs The Best of Abba på vinylskiva och CD, men i begränsad upplaga.

## Låtlista
All text och musik är skriven av Björn Ulvaeus och Benny Andersson om inte annat nämns.

### Sida A
1. Waterloo (Anderson, Andersson, Ulvaeus) – 2:42
2. Ring Ring (Anderson, Andersson, Cody, Sedaka, Ulvaeus) – 3:03
3. Honey, Honey (Anderson, Andersson, Ulvaeus) – 2:55
4. Mamma Mia (Anderson, Andersson, Ulvaeus) – 3:32
5. People Need Love – 2:43
6. Nina, Pretty Ballerina – 2:52

### Sida B
1. I Do, I Do, I Do, I Do, I Do (Anderson, Andersson, Ulvaeus) – 3:15
2. SOS (Anderson, Andersson, Ulvaeus) – 3:22
3. Dance (While The Music Still Goes On) – 3:12
4. Bang a Boomerang (Anderson, Andersson, Ulvaeus) – 3:02
5. Hasta Mañana (Anderson, Andersson, Ulvaeus) – 3:09
6. So Long – 3:06